# Liga pentru Libertatea Programării

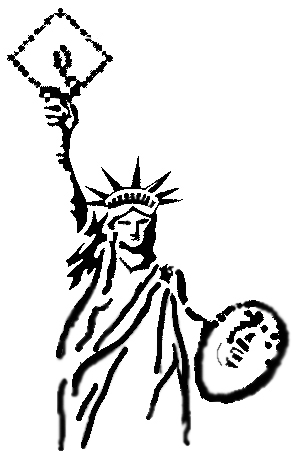
Logo-ul ligii pentru Libertatea Programării

Liga pentru Libertatea Programării (în engleză: League for Programming Freedom - LPF) a fost creată de Richard Stallman în 1989 pentru a unifica dezvoltatorii de software liber, cât și dezvoltatorii de software proprietar în lupta contra patentelor asupra software și extinderea dreptului de copyright asupra acestora. Logo este reprezentat de Statuia Libertății care ține într-o mână o dischetă și în cealaltă o rolă cu bandă magnetică.
Printre alte inițiative, Liga a început campania "Ardeți toate GIF-urile" (pe engleză: "Burn all GIFs") în opoziție cu acțiunile companiei Unisys în aplicarea patentului lor privind compresia LZW utilizată de CompuServe la crearea formatului de imagine. 
Evenimentul care a avut cea mai mare influență asupra creării Ligii a fost procesul Apple împotriva Microsoft cu privire la presupusele încălcări ale drepturilor de autor ale aspectului și senzației Macintosh-ului în dezvoltarea Windows.